# Abraham Ferwerda
Abraham Ferwerda (baptisé à Leeuwarden le 5 février 1716 et enterré en cette même ville le 30 juillet 1783) est un écrivain, journaliste, bibliographe et éditeur des Provinces-Unies de langue néerlandaise et frisonne.

## Biographie
Ferwerda qui exerçait la profession de libraire éditeur à Leeuwarden était également dans la tradition des libraires érudits homme de lettres et historien.
C'est ainsi qu'il écrivit et publia plusieurs livres concernant l'histoire ou la généalogie principalement un ouvrage concernant les familles reconnues à son époque de la noblesse des Pays-Bas.
Son catalogue des incunables in-folio latins est un instrument bibliographique très utile.
C'est en 1752 qu'il fonda le Leeuwarder Courant, journal qui existe toujours et est donc le plus ancien journal des Pays-Bas toujours publié sous le même titre.
Après la mort d'Abraham Ferwerda son beau-fils Doeke Ritske Smeding continua l'édition du journal. Le Leeuwarder Courant resta jusqu'en 1947 dans sa descendance.

## Publications
- Algemeene Naam-lijst van boeken met de prijzen, of de Boek-Negotie enz, Leeuwarden, 8 volumes, 3 tomes.
- Catalogus universalis cum pretiis, of de Boek-Negotie enz., Leeuwarden.
- Supplementum Catalogi universalis librorum in folio cum pretiis, Leeuwarden.
- Register van alle Rare en zeldzaam voorkomende Latijnsche boeken in folio met en zonder prijzen, gedrukt in het jaar 1400 (sic pour 1500) of in de veertiende eeuw (sic pour vijftiende eeuw), Leeuwarden.
- Friesland en deszelfs gantsche gelegenheid in een Geographisch Woordenboek, behelzende eene uitvoerige beschrijving der Friesche dorpen, buurten, staten, enz., Leeuwarden, 1736, réédité ibidem en 1749.
- Afbeeldingen en levensbeschrijvingen van voorname Hervormers met 23 portretten, gravures de A. van der Laan, Leeuwarden, 1755.
- Adelijk en aanzienlijk Wapenboek van de zeven provincien; waarbij gevoegd zijn een groot aantal Genealogien van voornaame Adelijke en Aanzienlijke Familien, Leeuwarden, 1760-1781, 2 volumes in fol. avec armoiries en couleur.
- Abraham Ferwerda en collaboration avec Jacobus Kok, Nederlandsch geslacht-stam en wapen-boek waarin voorkomen de voornaamste adelyke en aanzienlyke familiën in de Zeven Vereenigde Provinciën, Amsterdam, 1785, 2 volumes fol. (va seulement des lettres A à E)
- Verheugd Leeuwarden, zijnde een verhaal van de blijde inkomst van den alderdoorlugtigsten Vorst en Heere Willem de vijfde ende haare Koninglijke Hoogheid Frederica Sophia Wilhelmina, Leeuwarden, 1777.
- De Honig-Bije, Leeuwarden, 1778.